# Herman Saftleven II

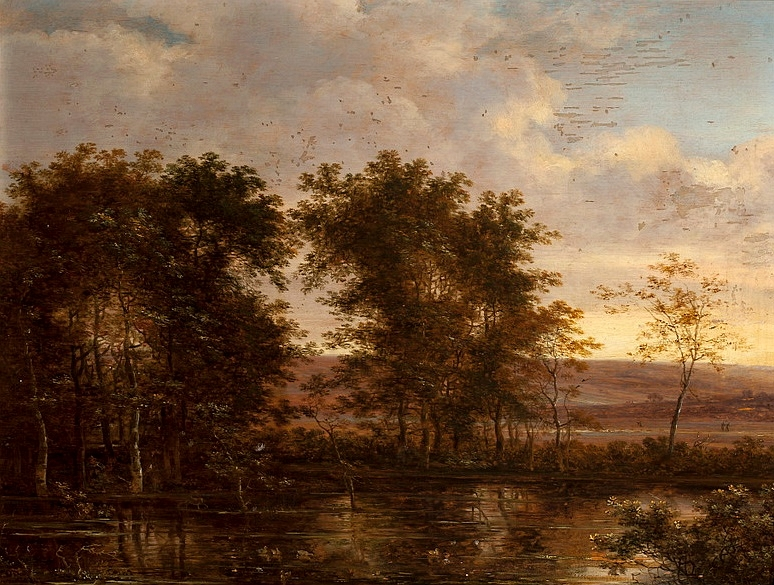
Herman Saftleven, Polowanie na kaczki (1648)

Herman Saftleven II (ur. w 1609 w Rotterdamie, zm. 5 stycznia 1685 w Utrechcie) – holenderski malarz, rysownik i rytownik okresu baroku, pejzażysta.
Studiował u swego ojca Hermana w Rotterdamie. W 1632 przeniósł się do Utechtu.
Malował fantastyczne widoki rzeczne, pejzaże górskie i krajobrazy leśne. Początkowo pozostawał pod wpływem Pietera de Molijna i Jana van Goyena, później inspirowali go Abraham Bloemaert i Jan Both.
Zachowało się ponad 1200 jego rysunków pejzażowych. Pozostawił też liczne akwaforty i miedzioryty pejzażowe i portretowe.
Jego dwaj bracia Cornelis i Abraham również byli malarzami.

## Wybrane dzieła
- Fantastyczny widok Renu (1653) – Moguncja, Mittelrheinisches Landesmuseum
- Gospodarstwo chłopskie z synem marnotrawnym (1638) – Berlin, Gemaeldegalerie
- Jeźdźcy odpoczywający w lesie (1647) – Haga, Museum Bredius
- Krajobraz nadreński – Kolonia, Wallraf-Richartz-Museum
- Krajobraz zimowy – Poznań, Muzeum Narodowe
- Pejzaż rzeczny (1650) – Frankfurt, Staedelsches Kunstinstitut
- Widok Utrechtu (1664) – Drezno, Gemaeldegalerie